# Den siste vikingen (film, 2025)
Den siste vikingen (danska: Den Sidste Viking) är en kommande svart komedifilm, med regi och manus av Anders Thomas Jensen. Huvudrollerna spelas av Mads Mikkelsen och Nikolaj Lie Kaas.
Filmen kommer att premiärvisas 2025 på filmfestivalen i Venedig och ha biopremiär i Danmark den 9 oktober samma år.

## Handling
I filmen får man följa Anker, som efter 14 år i fängelse återvänder för att kräva sin del av bytet från ett gammalt rån. Problemet är att hans bror Manfred, den enda som vet var pengarna finns, har drabbats av en psykisk sjukdom och minns inte längre gömstället. Tillsammans ger de sig ut på en resa som både blir ett sökande efter pengar och efter deras gemensamma förflutna.

## Rollista (i urval)
- Mads Mikkelsen – Manfred[5]
- Nikolaj Lie Kaas – Anker[5]
- Lars Brygmann[2]
- Sofie Gråbøl[2]
- Bodil Jørgensen[2]
- Søren Malling[2]
- Nicolas Bro[2]
- Lars Ranthe[2]
- Kardo Razzazi[2]
- Peter Düring[2]

## Produktion
Filmen är producerad av Sisse Graum Jørgensen och Sidsel Hybschmann för Zentropa, i samproduktion med Film i Väst och Zentropa Sweden, och med stöd från bland andra Svenska Filminstitutet. Filmen spelades delvis in i Tollered utanför Göteborg.